# Bonita Pietila
Bonita "Bonnie" Lynn Pietila (Gwinn, Míchigan, 14 de enero de 1953) es una directora de casting y productora de series de televisión estadounidense que ha trabajado en la serie de animación Los Simpson, por la que ha sido nominada en cinco ocasiones a los premios Emmy, y ha ganado tres gracias a su trabajo en los años 1998, 2000 y 2001. Trabajó en la serie desde sus inicios (a finales de los ochenta en The Tracey Ullman Show) hasta el año 2017.

## Biografía
Inició su carrera como productora de conciertos y después de mudarse a Los Ángeles entró en el mundo de la televisión. 

## Filmografía

### Directora de casting
- Los Simpson (127 episodios, 1989-2008)
- Teen Angel (1997) Serie (episodios desconocidos)
- Notes from Underground (1995)
- CBS Summer Playhouse (1 episodio, 1988)
- Surrender (1987)
- The Texas Chainsaw Massacre 2 (1986)

### Productora
- Los Simpson (13 episodios, 1999-2008)

### Departamento de casting
- Los Simpson (6 episodios, 2007-2008)
- Animal Farm (1999) (casting de voz)
- Tough Guys Don't Dance (1987) (casting: Los Angeles)
- The Tracey Ullman Show (1987) Serie (casting de voz) (episodios desconocidos)

### Miscelánea
- The Simpsons: Virtual Springfield (1997) (directora de voz)
- Springfield's Most Wanted (1995) (coordinadora de talentos)

## Premios
- 1998: Premio Emmy por Mejor programa animado de una hora o menos, como Productora.[2]
- 2000: Premio Emmy por Mejor programa animado de una hora o menos, como Productora.[2]
- 2001: Premio Emmy por Mejor programa animado de menos de una hora, como Productora.[2]
- 2011: ArtPrize por las fotografías "A Window to Your Life".[5]
- 2014: Premio Finlandés del año.[6]